# Coll del Ferro
El Coll del Ferro és una muntanya de 297 metres que es troba al municipi de Tivissa, a la comarca catalana de la Ribera d'Ebre.